# Italia (tỉnh La Mã)
Italia (tên tiếng Latinh và tiếng Ý của Bán đảo Ý) là quê hương của người La Mã và thủ phủ của Cộng hòa La Mã và Đế chế La Mã trong thời cổ đại Hy-La. Theo Thần thoại La Mã, Ý là quê hương của tổ tiên được thần Jupiter hứa với Aeneas và hậu duệ của ông, những người sáng lập của Rome. Bên cạnh những câu chuyện huyền thoại, Rome là một thành bang người Ý đã thay đổi hình thức chính quyền từ Vương quốc thành Cộng hòa và sau đó phát triển trong bối cảnh một bán đảo bị thống trị bởi Gaullia, Ligures, Veneti, Camunni và Histri ở Bắc, Etruscans] , Latins, Falisci, Picentes và Umbri (chẳng hạn như Sabines) ở miền Trung, và các bộ lạc Iapygian (chẳng hạn như Messapians), Oscan (chẳng hạn như Samnites) và Hy Lạp ở miền Nam.
Việc hợp nhất Ý thành một thực thể duy nhất xảy ra trong sự bành trướng của La Mã ở bán đảo, khi La Mã thành lập một liên minh với hầu hết các bộ lạc và thành phố địa phương. Sức mạnh của liên minh Ý là một yếu tố quan trọng trong sự trỗi dậy của Rome, bắt đầu từ Punic và Macedonian giữa thế kỷ thứ 3 và thứ 2 trước Công nguyên. Vì tỉnh đang được thành lập trên khắp Địa Trung Hải, nên Ý duy trì một vị thế đặc biệt khiến nó Domina Provinciarum (Người cai trị các tỉnh, Tỉnh trưởng), và - đặc biệt là liên quan đến những thế kỷ đầu tiên của sự ổn định của đế quốc - Rectrix Mundi (Kẻ cai trị thế giới, Chúa tể thế giới) and Omnium Terrarum Parens (Quê hương của mọi vùng đất, Cội nguồn của mọi xứ sở)..Trạng thái như vậy có nghĩa là, trong thời kỳ hòa bình ở Ý, các quan tòa La Mã cũng thực thi Imperium domi ('sức mạnh cảnh sát') thay thế cho Imperium militiae ('sức mạnh quân sự'). Cư dân của Ý có Quyền Latinh cũng như các đặc quyền về tôn giáo và tài chính.
Khoảng thời gian từ cuối thế kỷ 2 trước Công nguyên đến thế kỷ 1 trước Công nguyên là hỗn loạn, bắt đầu với Chiến tranh Servile, tiếp tục với sự phản đối của quý tộc élite với những người cải cách theo chủ nghĩa dân túy và dẫn đến Chiến tranh xã hội ở giữa nước Ý. Tuy nhiên, quyền công dân La Mã đã được công nhận cho phần còn lại của người Ý vào cuối cuộc xung đột và sau đó được mở rộng sang Cisalpine Gaul khi Julius Caesar trở thành Nhà độc tài La Mã. Trong bối cảnh chuyển đổi từ Cộng hòa sang Nguyên tắc, Ý thề trung thành với Octavian Augustus và sau đó được tổ chức thành 11 vùng từ Alps đến Biển Ionian.
Trong hơn hai thế kỷ ổn định. Một số hoàng đế đã đạt được những thành tựu đáng chú ý trong thời kỳ này: Claudius sáp nhập Anh vào Đế chế La Mã, Vespasian khuất phục Đại nổi dậy của Judea và cải cách hệ thống tài chính, Trajan chinh phục Dacia và đánh bại Parthia, và Marcus Aurelius là hình ảnh thu nhỏ lý tưởng của vua triết gia.
Cuộc khủng hoảng của thế kỷ thứ ba đã ảnh hưởng đặc biệt nghiêm trọng đến Ý và khiến nửa phía đông của Đế chế trở nên thịnh vượng hơn. Năm 286 Công nguyên, Hoàng đế Diocletian đã chuyển dinh thự của Hoàng gia cai quản các tỉnh phía Tây (Đế chế Tây La Mã sau này) từ Rome đến Mediolanum (tức Milan ngày nay). Trong khi đó, các đảo Corsica, Sardinia, Sicily và Malta đã được thêm vào Italia bởi [ [Diocletian]] vào năm 292 SCN, và các thành phố của Ý như Mediolanum và Ravenna tiếp tục đóng vai trò là thủ đô trên thực tế của nửa phía Tây.
Giám mục của Rome đã dần dần trở nên quan trọng từ thời trị vì của Constantine, và được trao quyền ưu tiên tôn giáo với Sắc lệnh của Tê-sa-lô-ni-ca dưới thời Theodosius I. Ý đã bị xâm lược nhiều lần bởi những người Đức lang thang và nằm dưới sự kiểm soát của Odoacer, khi Romulus Augustus bị phế truất vào năm 476 Công nguyên. Ngoại trừ khoảng hơn một thập kỷ giữa sự kết thúc của Chiến tranh Gothic vào giữa những năm 550 và cuộc xâm lược của Lombard vào Ý vào năm 568 khi Đế chế Đông La Mã thống nhất với Ý, không có chính quyền duy nhất nào được thành lập ở Ý nói chung cho đến năm 1861, khi nó đã được thống nhất bởi House of Savoy ở Vương quốc Ý, trở thành Cộng hòa Ý ngày nay vào năm 1946.